# Ситити, Семо
Семо Ситити (англ. Semo Sititi, родился 6 марта 1974 года) — самоанский регбист, игравший на позиции фланкера и восьмого за сборную Самоа. Занимает 3-е место по числу игр за сборную Самоа.

## Биография
Известен по выступлениям в Супер Регби за клуб «Харрикейнз» и в чемпионате провинций за «Веллингтон», в Европе играл за разные команды: шотландскую «Бордер Рейверс» (Кельтская Лига), валлийский клуб «Кардифф», английский «Ньюкасл Фэлконс» и японский «Докомо Ред Харрикейнз». В составе «Ньюкасл Фэлконс» участвовал в розыгрыше Кубка Хейнекен 2004/2005.
За сборную Самоа дебютную игру провёл 22 мая 1999 года против Японии в Апиа. Участник чемпионата мира 1999 года, был единственным игроком сборной Самоа, представлявшим самоанский клуб — «Марист Сент-Джозеф». Ситити стал капитаном сборной Самоа после ухода Пэта Лэма из сборной, состоявшегося в 1999 году после чемпионата мира. Играл на чемпионатах мира 2003 и 2007 годов, занеся попытку в игре против Англии (поражение 22:35). В составе сборной по регби-7 играл на чемпионатах мира 1997 и 2001 годов, во втором случае на первенстве мира в Аргентине был капитаном. Провёл четыре встречи за сборную тихоокеанских стран «Пасифик Айлендерс».
С 2014 года — тренер сборной Самоа до 20 лет.